# Chiam See Tong

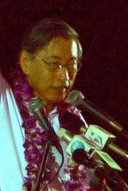
Chiam See Tong

Chiam See Tong (chin.:詹时中, Pinyin: Zhān Shízhōng; * 12. März 1935) ist ein singapurischer Rechtsanwalt und Politiker der Singapore People’s Party. Er ist der dienstälteste oppositionelle Parlamentsabgeordnete für den Wahlkreis Potong Pasir. Er vertritt den Wahlkreis seit 1984.